# Nati nel 1118
| Questa pagina contiene informazioni ricavate automaticamente dalle voci biografiche con l'ausilio del template Bio e di un bot. L'aggiornamento è periodico e automatico e ricostruisce completamente la pagina. Se manca una persona in questa lista, sei pregato di non aggiungerla, ma accertati piuttosto che la sua voce biografica contenga il template Bio e che i dati anagrafici siano correttamente compilati. Se il template Bio manca, inseriscilo tu stesso o, in alternativa, metti l'avviso {{tmp\|Bio}} che ne segnala la mancanza. Se i dati riportati sono sbagliati, correggi direttamente la voce biografica; le modifiche saranno visibili in questa lista entro pochi giorni. Per chiarimenti vedi il progetto biografie. La lista contiene solo le 14 persone che sono citate nell'enciclopedia e per le quali è stato implementato correttamente il template Bio. Pagina aggiornata al 10 ago 2025. |

- 11 febbraio - Norandino, condottiero turco († 1174)
- 28 novembre - Manuele I Comneno, imperatore bizantino († 1180)
- 21 dicembre - Tommaso Becket, arcivescovo cattolico inglese († 1170)
- Andronico I Comneno, imperatore bizantino († 1185)
- Arduico di Stade, nobile e arcivescovo cattolico tedesco († 1168)
- Cristina di Danimarca, regina († 1139)
- Drogone di Sebourg, santo francese († 1186)
- Oddone II di Borgogna, duca († 1162)
- Gualdim Pais, cavaliere medievale portoghese († 1195)
- Ruggero III di Puglia, condottiero normanno († 1148)
- Saigyō, poeta giapponese († 1190)
- Ranieri Scacceri, religioso e santo italiano († 1161)
- Stefania di Barcellona, contessa
- Taira no Kiyomori, militare giapponese († 1181)